# Cruz de Machacamarca
Cruz de Machacamarca è un comune (municipio in spagnolo) della Bolivia nella provincia di Litoral (dipartimento di Oruro) con 3.278 abitanti (dato 2010).

## Cantoni
Il comune è suddiviso in 3 cantoni.
- Cruz de Machamarca
- Florida
- Huayllas